# Dolmen de Pierre-Folle (Thiré)

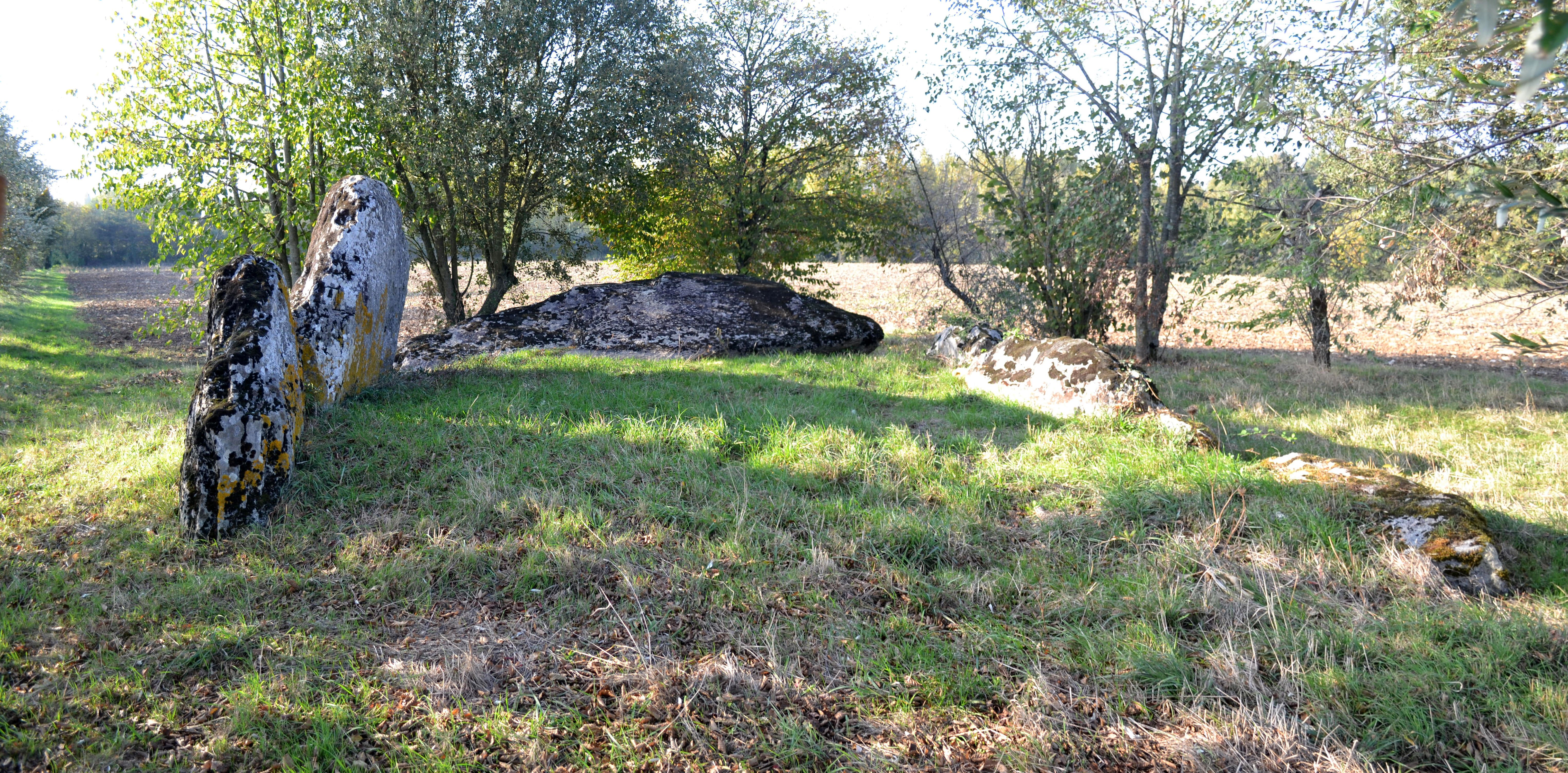
Dolmen de Pierre-Folle

Der Dolmen de Pierre-Folle liegt östlich von Thiré im Département Vendée in Frankreich. Dolmen ist in Frankreich der Oberbegriff für neolithische Megalithanlagen aller Art (siehe: Französische Nomenklatur). Der an einem Hang südlich des Flusses Smagne errichtete Dolmen wurde von 1968 bis 1971 von Pierre Chaigneau und Roger Joussaume ausgegraben und 1968 unter Denkmalschutz gestellt.

## Beschreibung
Die von sieben Orthostaten begrenzte rechteckige Kammer misst etwa 7,0 mal 5,0 Meter.
Die Orthostaten sind
- an der Südwestseite drei Tragsteine (Nr. I, II etwa 3,6 m lang und 2,5 m hoch und VIII),
- die 5,6 m lange Endplatte (Nr. III)
- an der Nordostseite zwei Tragsteine (Nr. IV etwa 4,4 m lang und Nr. V etwa 2,0 m lang und stellenweise 1 m dick),
- zwei Tragsteine an der Eingangsseite (Nr. VI und VII).

Die geschätzten Gewichte von Tragstein Nr. II und der Endplatte betragen 10 t bzw. 12 t. Die Orthostaten IV und V überragen den Boden kaum noch und wurden wahrscheinlich zu einem unbekannten Zeitpunkt von Steinschlägern verkürzt. Bei der Ausgrabung wurden in der nordwestlichen Ecke und in der Nähe des Eingangs Reste des ursprünglich wohl vollständigen Fliesenbodens gefunden.

Dolmen de Pierre-Folle
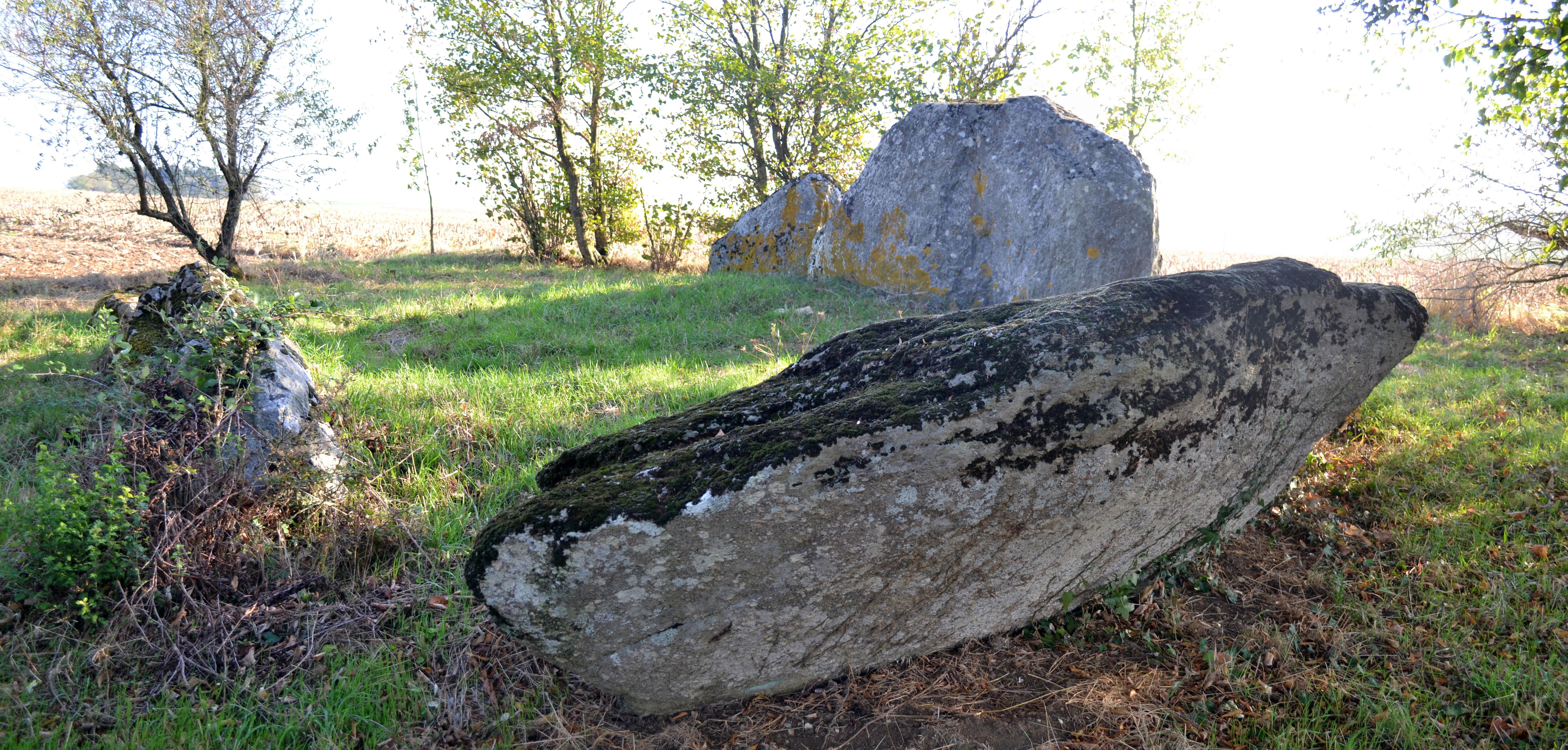
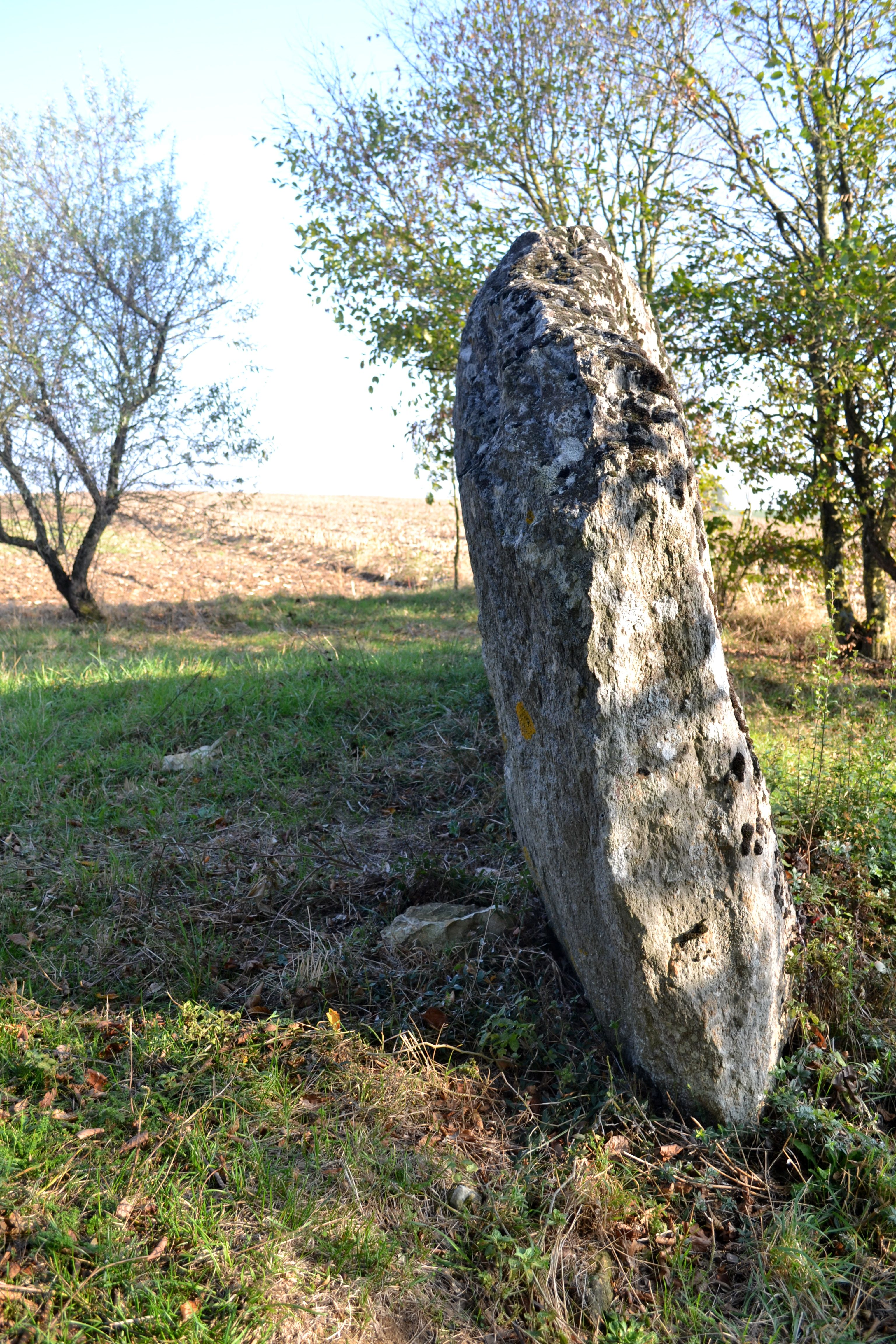
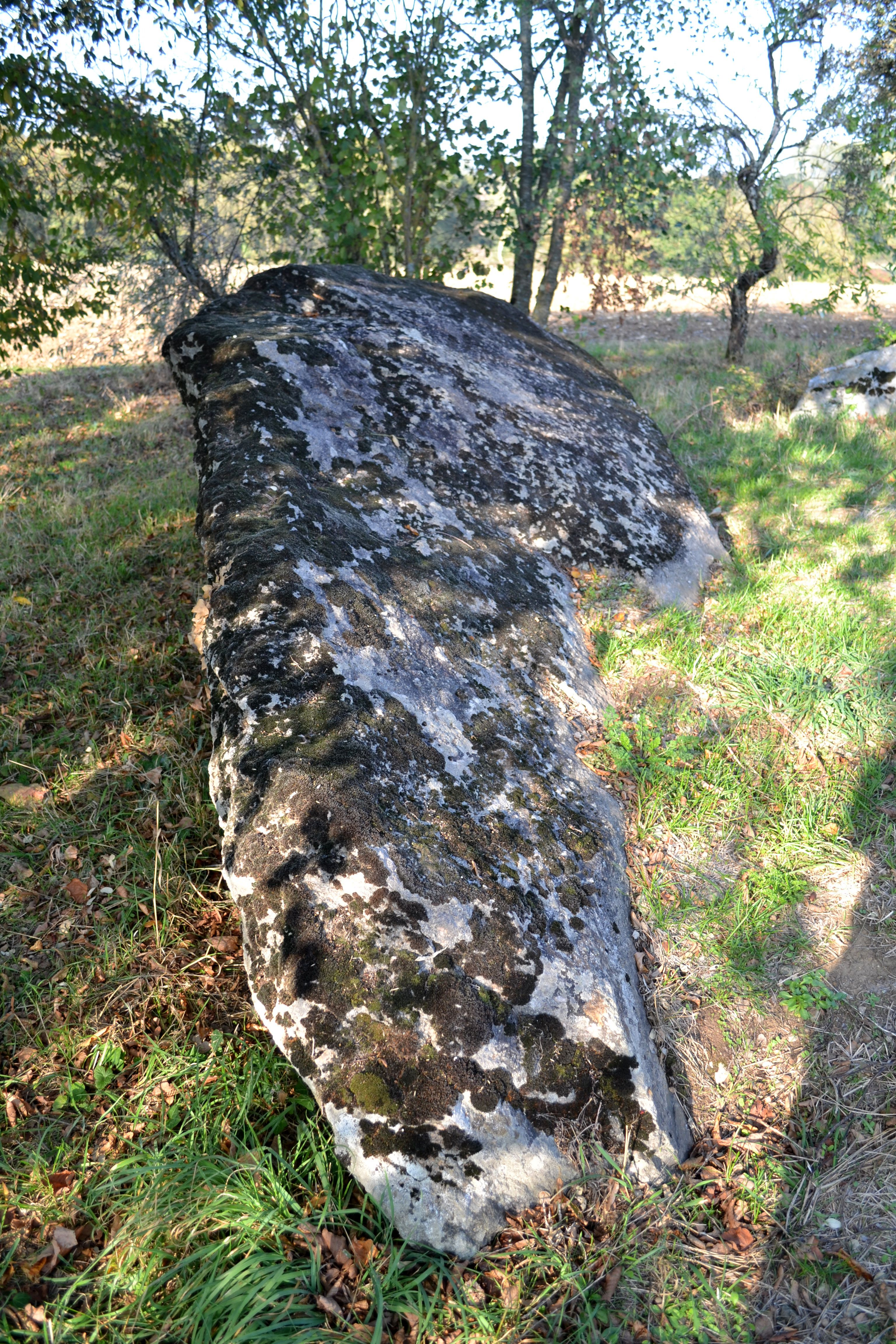
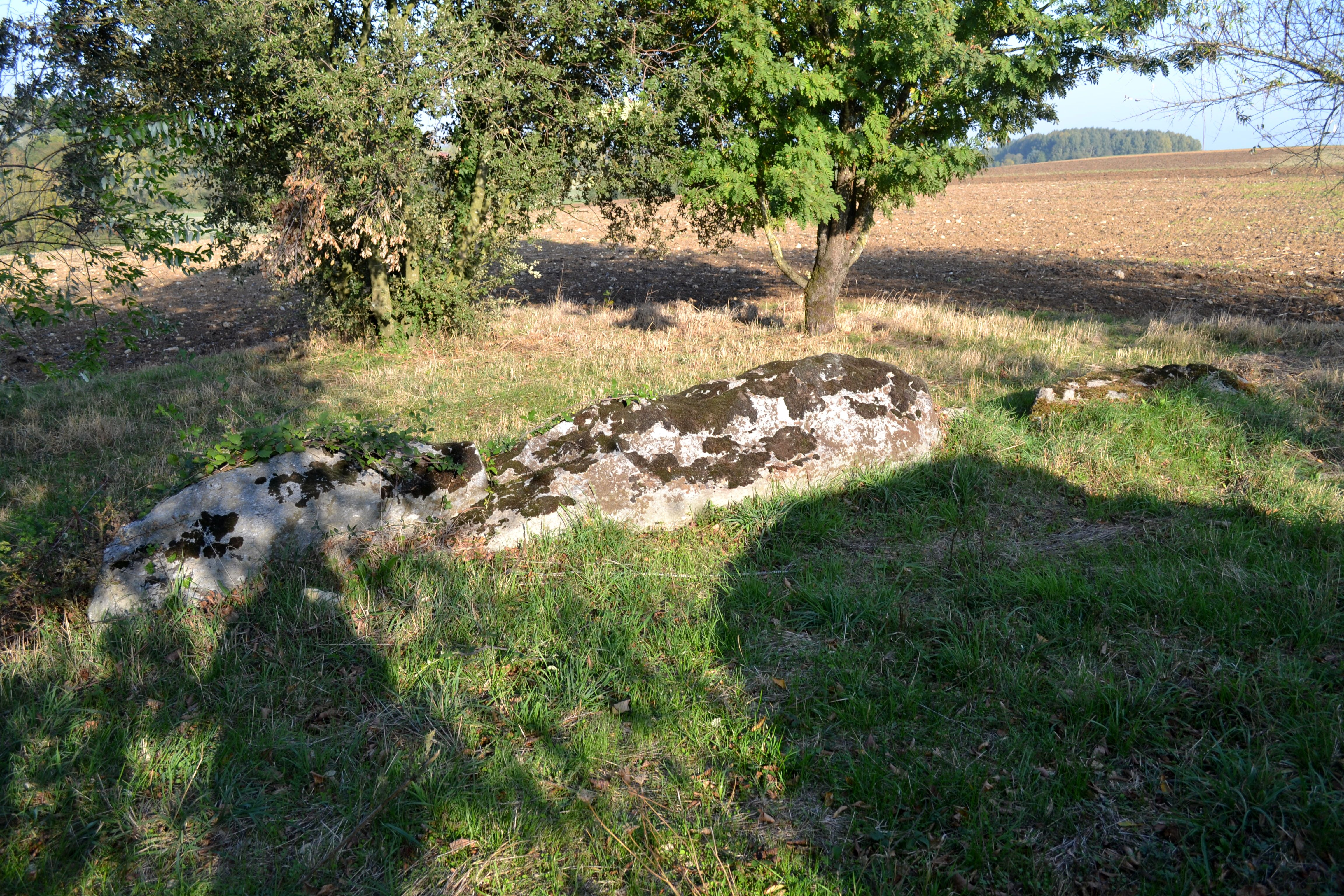

Der Dolmen öffnet sich nach Südosten. Die Form und Größe der Kammer deuten darauf hin, dass es sich um einen „Dolmen angevin“ handelt. Die Entdeckung zweier fast 4,0 m langer und 1,0 m tiefer paralleler Gräben im Boden vor den Tragsteinen Nr. VI und VII legt die Existenz einer Vorkammer nahe. In der der Nähe des Zugangs wurde ein Teil der Kammer mit am Rand angeordneten Schieferplatten ausgeführt. Das Vorhandensein eines Pfostenlochs auf der Achse des Zugangs (Durchmesser 0,30 m Tiefe 0,33 m) bedeutet, dass es eine hölzerne Einrichtung gab. Es wurde keine Spur des Tumulus gefunden.
Alle zur Pflasterung verwendeten Steine und die Orthostaten bestehen aus zwei verschiedenen Gneisarten. Da das lokale Grundgestein aus Kalkstein besteht, bedeutet dies einen Transport der Steine über eine Entfernung von etwa 6,5 km (vom östlich gelegenen Les Humeaux, dem Ort ihrer Gewinnung).

## Die Funde
Die gefundenen Knochen entsprechen etwa 40 Individuen, die meist im östlichen Teil der Kammer gefunden wurden. Sie stammen aus mehreren Perioden, die das Neolithikum, das Chalkolithikum, die Bronzezeit und jüngere Perioden umfassen.
Die 222 steinernen Objekte werden ergänzt um fast 800 mehr oder weniger gut erhaltene Quarzobjekte, sowie vier Pfeilspitzen (eine vom Typ „Sublaines“), Stichel und zwei Schieferplättchen.
Zu den Keramikfunden gehören eine Fassvase (Typ „Pot-de-Fleur“), eine Reihe von 17 glockenförmigen Vasen und zwei mit der Schnur verzierte Tassen.
Die Schmuckelemente aus Gold bestehen aus sieben rechteckigen Platten, einer Scheibe und drei rohrförmigen Perlen. Ein spiralförmiger Kupferring.
An Knochenschmuck wurden gefunden: ein Röhre mit Ritzverzierung, vier V-durchlochte Knöpfe, vier Perlen und eine Ahle; an Steinschmuck: eine Kalksteinplatte, zehn Variszitperlen, drei Bernsteinornamente (zwei Perlen, ein Anhänger) und eine Schale.

## Anmerkung
1. ↑  Der Dolmen angevin ist eine Allée couverte vom Typ Loire mit (eingezogenem) Trilithenportal als Zugang.